# Uroš II Primslav
Uroš II identifié avec Primslav ou Prvoslav  Uroš grand-prince de Rascie,  vers 1145 peu avant 1155 puis 1155-1160 et 1160-1161.

## Biographie
Uroš II est le fils aîné d'Uroš Ier Vukanović, Grand-Prince de Rascie. Il a deux frères Desa et Beloš et une sœur Hélène de Rascie qui épouse Béla II de Hongrie.
À sa mort en 1141, Béla II a comme successeur son fils aîné Géza II  qui est encore un enfant et sa mère Hélène et son frère Beloš assument conjointement la régence jusqu'en septembre 1146. Beloš qui exerce par ailleurs les fonctions de comte palatin et de ban de Slavonie  demeure proche de son frère Uroš II, et en 1149 avec une armée hongroise il apporte son aide à Uroš II contre les Byzantins. Desa de son côté est mentionné dans une charte vénitienne de 1150 avec le titre de « Dessa Dioclie, Terbunie et Zacholmie dux » , c'est-à-dire en français :  « Duc de Dioclée, Travounie et Zachloumie ».
En 1150, Uroš II jure fidélité à l'Empereur Manuel Ier Comnène, et demande que son frère Desa soit emprisonné. Il s'empare de son titre et ses domaines, Desa prête également un serment de fidélité et il est reconnu comme souverain de ses domaines de  la côte de Dalmatie. Les deux frères gouvernent leurs régions respectives comme vassaux de Manuel Comnène. Ces évènements s'intègrent dans le conflit entre l'empereur byzantin et le Saint-Empire qui vont s'étendre au royaume de Hongrie.
En 1151, Manuel Ier déclare la guerre au royaume de Hongrie. Le prétexte de l'intervention est lié à l'appui donné par la Hongrie à la  Serbie lors de ses révoltes contre la souveraineté byzantine. Les armées grecques parviennent à Srem et traversent le Danube. Les Byzantins se livrent à de grandes dévastations et destructions ce qui démontre qu'il s'agit d'expéditions strictement punitives qui ne débouchent pas sur une occupation territoriale. Géza II de Hongrie est contraint de signer un traité de paix humiliant en septembre 1155. Au cours des vingt années suivantes il n'y a pas moins de dix campagnes contre la Hongrie. Manuel Ier réussit à maintenir les Hongrois sous son contrôle dans les Balkans au détriment de la poursuite de son conflit contre les Normands d'Italie du sud.
Un peu avant 1155, Desa chasse de nouveau son frère. Le parti pro-hongrois à la cour de Serbie est écarté par le suzerain byzantin. À l'automne 1154, Manuel Ier arbitre la dispute entre Uroš II et Desa. L'empereur restaure Uroš II de 1155 à 1160, et concède à Desa un apanage à Dendra près de Niš. Vers 1160, Uroš II est de nouveau écarté du trône au profit de Beloš, qui règne brièvement avant de disparaitre de la documentation après 1163. Uroš II n'est plus non plus mentionné dans les sources.

## Sources
- (en) John Van Antwerp Fine The Early Medieval Balkans: A Critical Survey from the Sixth to the Late Twelfth century The University of Michigan Press,  Édition (1991)  (ISBN 978-0472081493).